# Комітет з рекламної практики
Комітет з рекламної практики (Committee of Advertising Practice, CAP)- британський комітет з рекламної практики, який пише і впроваджує Кодекс з рекламної практики у Великій Британії,та адмініструється Спільнотою з рекламних стандартів (Advertising Standards Authority).

## Діяльність
Займається розробкою кодексів. Координує діяльність своїх членів відповідно до кодексу, видає Help Notes, здійснює попередню експертизу і вживає ряд санкцій. 
CAP I BCAP  оперує Кодексом для немовної реклами, Кодексом для телереклами і відповідно Кодексом радіореклами. Ці  кодекси, а також додаткові норми й керівництва можна знайти на сайті www.org.uk/asa/codes. 
Зокрема, Кодекс стандартів немовної реклами регулює такі питання:
- у галузі реклами як її принципи, обґрунтування, легальність, пристойність, чесність, достовірність, спірні питання, безпека, захист приватності, свідчення і підтвердження, ціни, доступність продукції, гарантії, порівняння, дифамація і використання неправдивих переваг, використання доброго імені, уподібнення, ідентифікація маркетингових спеціалістів і впізнавання маркетингових комунікацій, безкоштовні пропозиції та можливості реклами.
- У сфері директ-маркетингу – продажі, що здійснюють на відстані та діяльність з використанням баз даних.
- Стимулювання збуту – захист прав споживачів, управління, безкоштовна пропозиція і пробна пропозиція, призові промоції та їх регулювання законом, істотні умови для промоцій, бліц-повідомлення на першій сторінці, промоції, спрямовані на доброчинність, торгові засоби заохочення, збут алкогольних/слабоалкогольних напоїв, фінансової продукції, автомобілів, продуктів і лікування для краси та здоров’я,  використання дітей, контроль за вагою, питання працевлаштування і бізнес-можливостей.

Кодекс стандартів телевізійної реклами містить в собі положення щодо відповідальності рекламодавців, програм та реклами, поняття неприйнятної продукції і послуг, обманної реклами, шкоди і образу, використання дітей, питання релігії, віри та віросповідання, визначення норм для галузей, що потребують особливого регулювання, політичні та спірні питання, реклама медикаментів, засобів лікування і харчування, фінансів та інвестиції.
Кодекс стандартів радіо реклами регулює  рекламу, яку поширюють агенти з розповсюдження замовлень, АнтиСНІДові повідомлення, спрямовані проти наркотиків, особливості дітей та молодих слухачів, порядок проведення акцій, лотерей, азартних ігор, реклами контрацептивів, агенцій, що надають послуги по влаштуванню побачень, ескорт-сервісу, знайомств, шлюбних агенцій, послуг по плануванню сім’ї, вогнепальної зброї та озброєння, продуктів харчування і напоїв, автомобілів, поняття дифамації та інше.
Найбільш розгалуженим кодексом є саме Кодекс стандартів радіо реклами.
Але є галузі та продукція, які не охоплені сферою діяльності норм. Урядова політика та політика партій  мають відмінність: рекламні оголошення центральних і місцевих органів самоврядування (або такі, що стосуються урядової політики) є предметом Кодексу, і вони відрізняються від політики партії, а політична реклама – ні. 
До неприйнятних продуктів та послуг, які не можуть рекламуватися, відносяться:
- Прилади для перевірки на алкоголь і продукція для приховування ефектів, що викликані вживанням алкоголю
- Конфіденційна інформація по укладеним парі
- Парі та азартні ігри (крім футболу, бінго, лотереї)
- Вся тютюнова продукція та не тютюнові вироби або послуги, що мають одну назву торгової марки з тютюновими
- Агенції, які займаються приватними розслідуваннями
- Вогнепальна зброя і клуби любителів вогнепальної зброї
- Агенції, які надають ескорт-послуги
- Порнографія
- Окультні науки
- Комерційні послуги з надання приватних консультацій щодо особистих або споживчих проблем

Також окремі норми застосовуються до реклами
- Організацій, що мають політичні цілі
- Медикаментів, які видають лише за рецептами
- Продукції для лікування алкогольної або наркотичної залежності
- Процедур, що базуються на застосуванні гіпнозу (включно з техніками, які належать до психотерапії), психології, психіатрії та психоаналізу
- Лікувань і медикаментів, що призначають дистанційно
- Гомеопатичних препаратів, які не зареєстровані у Великій Британії
- Певної інвестиційної продукції
- Певних організацій, які є суб’єктами норм, пов’язаних з релігією, вірою, віросповіданням
- Більшості платних телефонних служб 0909
- Деяких схем роботи вдома
- Деяких навчальних курсів
- Парі та азартні ігри
- Тютюн і тютюнова продукція
- Вогнепальна зброя
- Непристойні матеріали і матеріали, які містять обмеження або сексуальні послуги
- Обряди, ритуали
- Медикаменти, що видають лише за рецептом